# Peperomia maxwelliana
Peperomia maxwelliana är en pepparväxtart som beskrevs av C. Dc.. Peperomia maxwelliana ingår i släktet peperomior, och familjen pepparväxter. Inga underarter finns listade i Catalogue of Life.